# ジェフ・フェネック
ジェフ・フェネック（Jeff Fenech、男性、1964年5月28日 - ）は、オーストラリアのプロボクサー。ニューサウスウェールズ州シドニーマリックビル出身。元IBF世界バンタム級王者。元WBC世界スーパーバンタム級王者。元WBC世界フェザー級王者。元WBC世界スーパーフェザー級王者。世界4階級制覇王者。プロ20戦目での3階級制覇は、井岡一翔が2015年4月22日にプロ18戦目での3階級制覇を果たすまで世界最速記録だった。

## 来歴
1984年、ロサンゼルスオリンピックボクシングフライ級に出場し、準々決勝で敗退した。
1984年10月12日、プロデビュー。
1984年11月30日、3戦目でオーストラリアスーパーフライ級王座を獲得。
1985年4月26日、7戦目でIBF世界バンタム級王者新垣諭（奈良池田ジム）に挑戦し、9回TKO勝ちで世界王座を獲得した。
1985年8月23日、新垣諭と再戦し、4回TKO勝ちで初防衛に成功した。
1986年4月11日、元WBC世界バンタム級王者ダニエル・サラゴサ（メキシコ）とノンタイトルマッチで対戦し、3-0の判定勝ち。
1986年7月18日、スティーブ・マクローリー（アメリカ合衆国）と再戦し、14回TKO勝ちで3度目の防衛に成功した。
1987年3月、階級転向のため、IBF世界バンタム級王座を返上。
1987年4月2日、オーストラリア フェザー級王座を獲得。
1987年5月8日、WBC世界スーパーバンタム級王者サーマート・パヤクァルン（タイ）に挑戦。初回にキャリア初のダウンを喫するも、4回KO勝ちで2階級制覇に成功した。
1987年7月10日、グレグ・リチャードソン（アメリカ）と対戦し、5回TKO勝ちで初防衛に成功した。
1987年10月16日、カルロス・サラテ（メキシコ）と対戦し、4回負傷判定勝ちで2度目の防衛に成功。試合後、王座を返上した。
1988年3月7日、WBC世界フェザー級王座決定戦でビクトル・カジェハス（プエルトリコ）と対戦し、10回TKO勝ちで3階級制覇に成功した。
1989年4月8日、マルコス・ビジャサナ（メキシコ）と対戦し、3-0の大差判定勝ちで3度目の防衛に成功した。
1989年11月24日、階級を上げWBC世界スーパーフェザー級王座挑戦者決定戦で、マリオ・マルチネス（メキシコ）と対戦し、3-0の判定勝ちで指名挑戦権を獲得した。
1990年5月、WBC世界フェザー級王座を返上。
1991年6月28日、WBC世界スーパーフェザー級王者アズマー・ネルソン（ガーナ）と対戦し、1-1の判定ドローで4階級制覇ならず。しかし、疑惑の判定として31年後の2022年にWBC（世界ボクシング評議会）により王座獲得を新たに認定された。
1992年3月1日、WBC世界スーパーフェザー級王者アズマー・ネルソンと再戦し、8回TKO負けで4階級制覇ならず。キャリア初黒星となった。
1993年6月7日、カルビン・グローブ（アメリカ）と対戦し、7回KO負けを喫した。
1996年5月18日、IBF世界ライト級王者フィリップ・ホリデー（南アフリカ）に挑戦し、2回TKO負けで4階級制覇ならず。この試合を最後に引退した。
引退後、ジム「チーム・フェネック」を設立し、ビック・ダルチニアン、フセイン・フセイン、シャノン・テーラー、ダニー・グリーンなどを育てた。
2002年、国際ボクシング名誉の殿堂博物館に選出された（世界ボクシング殿堂にも選出されている）。
2008年6月24日、地元オーストラリアメルボルンで12年ぶりに復帰。16年振りにアズマー・ネルソンとスーパーウェルター級契約10回戦で対戦。2-0の僅差判定勝ち。ネルソンも10年ぶりの復帰だった。

## 獲得タイトル
- IBF世界バンタム級王座（防衛3）
- WBC世界スーパーバンタム級王座（防衛2）
- WBC世界フェザー級王座（防衛3）